# 비스트 (1988년 영화)
비스트(The Beast Of War)는 미국에서 제작된 케빈 레이놀즈 감독의 1988년 드라마, 전쟁 영화이다. 조지 던자 등이 주연으로 출연하였고 존 피들러 등이 제작에 참여하였다.

## 출연

### 주연
- 조지 던자
- 제이슨 패트릭

### 조연
- 스티븐 바우어
- 스티븐 볼드윈
- 돈 하비
- 카버 베디
- 에릭 아바리
- 차임 지라피
- 쇼시 마시아노
- 이즈작 니에맨
- 데이빗 셰릴
- 모쉐 뱁닉
- 클로드 아비람
- 빅터 켄
- 애비 키다
- 오스냇 모어
- 레미 휴버거
- 애비 길-오어
- 로베르토 폴락
- 베니 바루친

## 제작진
- 원작자: 윌리엄 매스트로시몬
- 미술: 쿨리 샌더
- 세트: 쉬몬 앨론
- 세트: 도론 에프라트
- 소품팀: 리처드 D. 제임스
- 의상: 로첼 잴츠만
- Ass-PD: 크리스토퍼 댈턴
- 배역: 일렌느 스타거